# マウスピース (スポーツ)

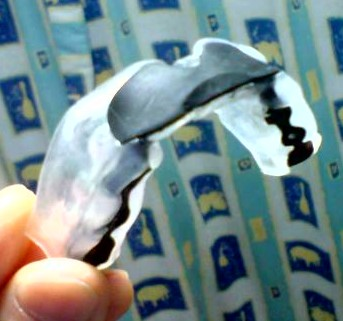
マウスピース（格闘技用）

マウスピースは、口の内部に装着することでスポーツによる衝撃から歯及びその周囲組織を守り外傷を防ぐ装着物。ボクシングなどの格闘技、あるいはラグビーやアメリカンフットボールなど激しい衝突を伴うコンタクトスポーツで使用する。野球、バスケットボール、サッカーなどでも使用されることがあるほか、スノーボードなどウィンタースポーツでも用いられる。

## 概略

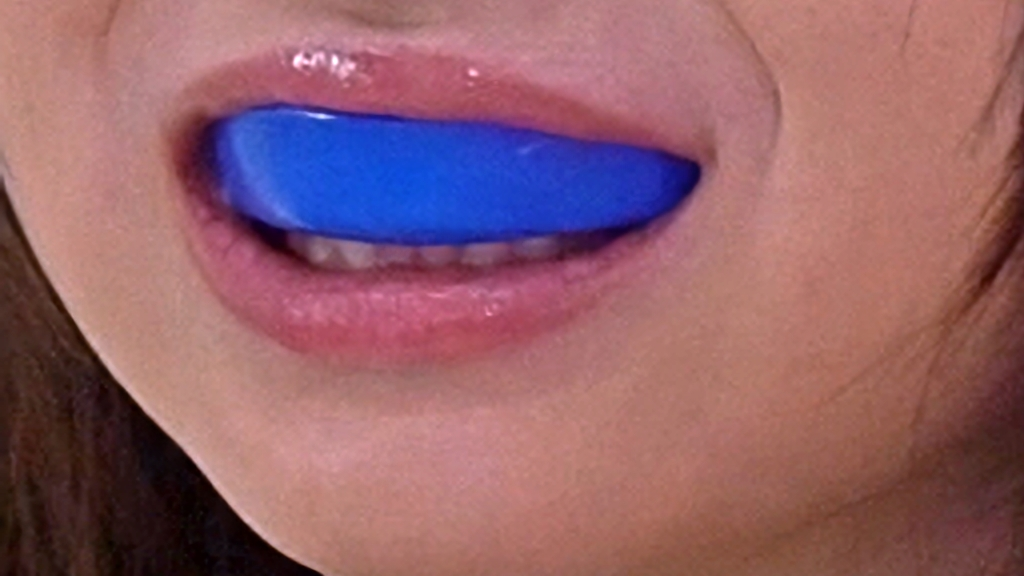
マウスピース（シングルタイプ）

試合中に歯列をしっかり噛み合わせておき、歯自体の損傷、歯による口内の裂傷を防ぎ、脳への振動を軽減するための器具。マウスガード、ガムシールドとも呼び、樹脂製が多い。歯と歯が十分に噛み合うことが出来るため、着用していると普段以上の筋力を発揮できるとされている。
おおむね、上顎に嵌めるシングルタイプと、上下の歯で噛むようにするダブルタイプに分けられる。後者の場合、当然ながら空気が通るようなつくりになっている。
この器具による口内損傷の予防効果は高く、アメリカンフットボールは特に激しい接触を伴うことで有名だが、着用が義務付けられていることによってむしろ他の競技よりも口の中を怪我する確率は低いという（ヘルメットのフェイスマスクにストラップで吊られており、プレーの直前に噛み込む）。北米のアメリカンフットボール選手2,470人の調査ではマウスピースの着用により口や顎のケガの発生率を60%近くから5％以下にまで低減したとの報告がある。
イギリスの歯科医ウルフ・クラウスが1892年にボクサー向けのマウスピースを作り始め、天然ゴム樹脂で歯科でも使われるガタパーチャが使用された。その後、各種競技における装着のルール化や競技連盟・団体の装着推奨によって、使用者が増加していった。
また、マウスピースへセンサーを付けることで、選手や兵隊などの脳へのダメージを感知して休ませる判断の材料となっている。

## 効果
顎や口腔内の保護
主要な効果の一つはマウスピースの装着による顎関節への衝撃緩和、歯、舌、口腔内の粘膜の保護である。
脳震盪の発生の抑制
マウスピースを装着していることで、頭、顎、首の筋肉が固定され、衝突時の脳への衝撃を緩和し、脳震盪の発生を抑制できる。
心理的効果など
安心感や競技への集中力向上などの効果がある。また、噛み合わせが整うことでバランス感覚などの機能も向上する。

## 種別
マウスピースは、その製作方法によって大きく2つに区分される。
市販品
市販品は、比較的廉価（300円〜5000円程度）であり、自らで軽易に作成できることがメリットである。かつては、自らの口のサイズに合う既製品を購入してそのまま口に入れて使用していたが、現在では熱湯（80度以上）につけることで柔らかくしたあと、口内に入れて噛み、個々人の歯型に合わせた形状にする（そのあと冷水につけて形状を固定する）タイプが一般的である。ただし、フィット感の悪いものを使用したり、間違った噛み合わせのまま使用すると逆効果になるおそれがある。
オーダーメイド品
オーダーメイド品は、自分の競技に合わせて肉の厚さや噛み合わせ等を指定できるメリットがある。かつては、歯科や専門業者にてマウスピース（マウスガード）を製作するのはトップアスリートに限られていたが、最近は製作者の増加、製作技術の普及、製作コストの低下などにより、手軽に安く自分専用のマウスピースを成形することが可能になり、自分の歯形から成形された「マイ・マウスピース」使用者が増加している。
特に、マウスピース装着時の競技遂行上の阻害要因であった「しゃべりにくさ」が市販品と比較すると大きく改善されており、アイスホッケーやラグビーのように口頭で意思伝達を図りながらプレーする競技においてはオーダーメイド品が好まれている。
また、オーダーメイド品の特徴として色を任意に配色できる点がある。全単一色のものから数色使用したカラフルなものまで様々であり、デザイン性がかつてより向上していることもマウスピース普及の要因の一つに数えられる。

## 使用状況
義務化
- ボクシングをはじめとして、顔面を直接殴打される格闘技全般
- アメリカンフットボール - ただしNFLでは一部義務化にとどまる

一部義務化
- ラグビー

2006年に日本の高校生向けラグビーでは義務化。
ニュージーランドでは、1998年からプロを含めたすべてのラグビー選手で義務化。
2019年に、イギリスで脳震盪の疑いを検知する衝撃センサー内蔵のマウスピースを使ったテストが行われた。その後はイギリスの大会やアマチュア大会などでも扱えるようになっている。
2025年度のジャパンラグビーリーグワンでは、衝撃を検知して脳震盪の疑いを報告するスマートマウスガードが導入された。
- ラクロス
- サッカー
- バスケットボール
- ハンドボール
- フィールドホッケー
- アイスホッケー
- 空手
- レスリング
- 柔道
- 相撲

推奨
- 野球
- ソフトボール
- バレーボール
- ゴルフ - ただし日本国内ツアーなど一部では禁止[8]
- テコンドー
- 剣道
- スキー
- スケート
- 重量挙げ
- 砲丸投
- 円盤投
- やり投
- 体操
- 弓道
- アーチェリー
- ボディービル
- アームレスリング
- 馬術
- モトクロス
- カーレース
- 競輪
- 競馬

## 描写・その他
ボクシング漫画では、試合中、顔面への打撃によって吹っ飛ぶ、もしくは選手の疲労や、ボディへの加撃によって選手の口から吐き出されるマウスピースの描写が、比較的ポピュラーに用いられている。
ただし、現実的には試合中にマウスピースが落ちるケースは少ない。打撃を受ける際には歯を噛み締めて衝撃に耐えるのが基本だからである。プロの試合ではそのままラウンド終了まで続行されるケースが多い。続行される際に、落下したマウスピースをレフェリーが拾い、セコンドに投げることがあるが、試合の流れに影響がない場合は再度装着させる。これは再度装着時に時間がかかり試合の流れが止まるからである。稀に、故意に落下させ時間を稼ぎ、体力回復を計るケースもある。他の競技、アマ等では試合を中断して選手に再度装着を義務づけることが多い。
頭部への打撃や絞め技によって失神して倒れた選手をレフェリーが仰向けにして顎を上げさせマウスピースを口から取り出すシーンが見られる。これはマウスピースが呼吸を阻害するのを防ぐためである。